# Flugplatz Einholtsmelar

i8
i11
i13
Der Flugplatz Einholtsmelar (ICAO-Code: BIEH) liegt im Süden von Island der Gemeinde Bláskógabyggð.
Er wurde im Sommer 1956 auf dem Land des Bauernhofes Einholt angelegt.
Er liegt östlich des Einholtsvegurs  sowie des Tungufljóts und westlich der Hvítá.
Der Flugplatz Einholtsmelar untersteht nicht der isländischen Flugverwaltung Isavia, wird aber auf deren Karte mit aufgeführt.
Er hat eine  Start- und Landebahn 09/27 mit 735 × 35 m und einer Schotter-Oberfläche.